# Запис Николића цер (Негосавље)
Запис Николића цер (Негосавље) се налази на парцели чији је власник Николић Живко и Сава.

## Локација
| Општина             | Медвеђа                                              |
| Катастарска општина | Негосавље                                            |
| Потес               | Осоје Грабовица                                      |
| Координате          | 42° 51′ 58″ С; 21° 35′ 34″ И / 42.866° С; 21.5929° И |
| Надморска висина    | 359m                                                 |

## Карактеристике
Дендрометријске вредности утврђене на терену и сателитским снимцима:
| Стабло                     | Храст |
| Висина стабла              | m     |
| Обим дебла                 | m     |
| Пречник крошње             | 0m    |
| Пречник дебла              | m     |
| Висина дебла до прве гране | m     |

## База записа
Запис је у оквиру Викимедија пројекта "Запис - Свето дрво" заведен под редним бројем 1188.